# 萨塔昆塔应用科学大学

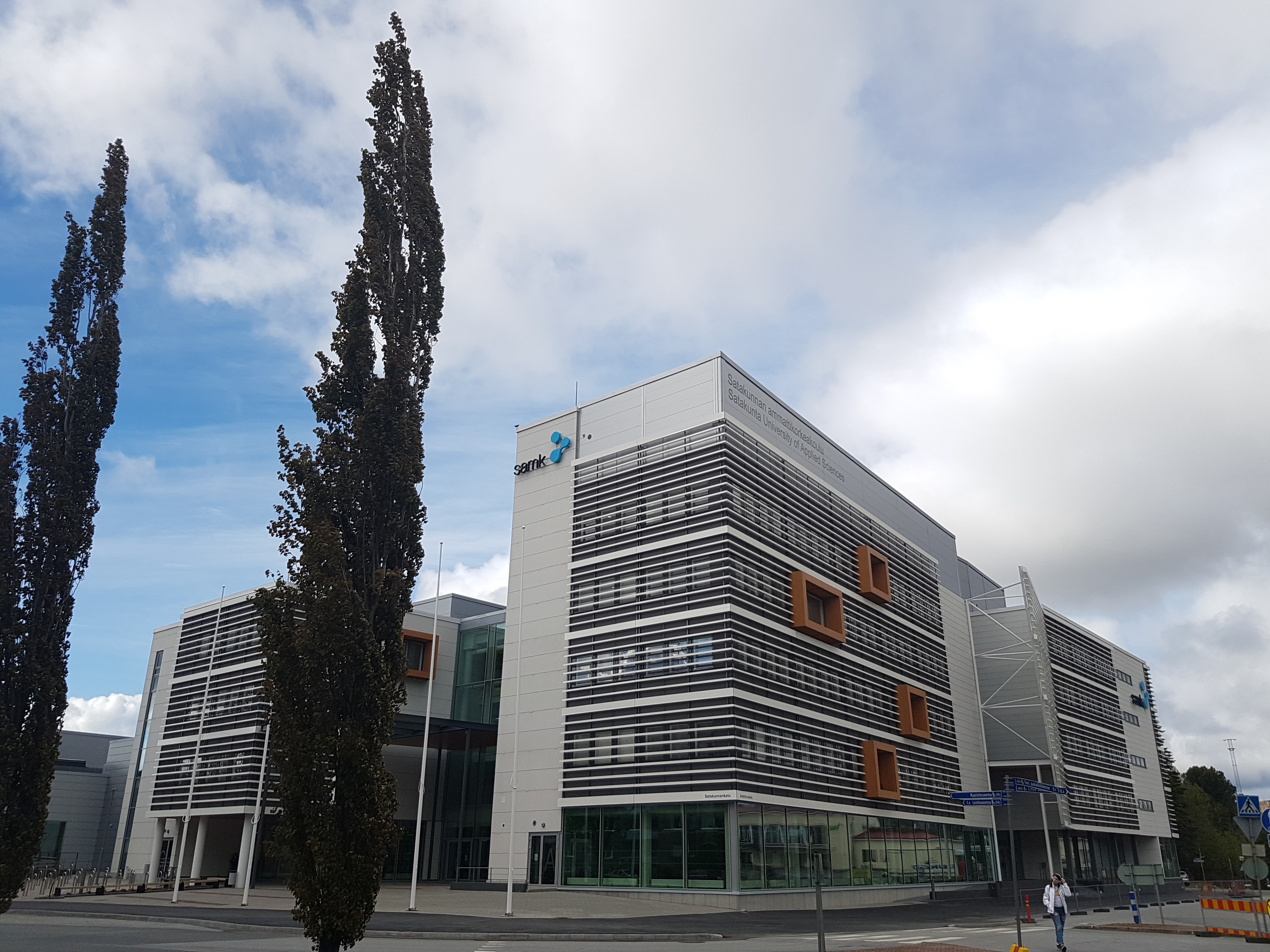
2017年完工的波里校区

萨塔昆塔应用科学大学（芬蘭語：Satakunnan ammattikorkeakoulu），是芬兰的一所应用科学大学。该大学由芬兰教育文化部监督及认证，主校区位于芬兰波里，在劳马、胡伊蒂宁和坎康佩也有教学点。学生数量约为6000人，教职工400人。